# Eucalyptus microcorys
El Eucalyptus microcorys, cuyo nombre común es eucalipto de sebo (del inglés, tallowwood), es una especie de eucalipto perteneciente a la familia de las mirtáceas y originario de  Australia. Se distribuye por Queensland, Nueva Gales del Sur. Crece en bosques cercanos a la costa, en suelos alta o moderadamente fértiles y protegidos del sol.
Este árbol perenne suele crecer hasta los 40 m de media, aunque se conocen ejemplares que llegan hasta los 70 m. Su corteza es de color naranja, áspera, fibrosa, suave y esponjosa y su copa es densa. Las hojas son de 8-12 cm de largo y 1,5-2,5 cm de ancho. Las flores se producen en umbelas de 7-11.
Su nombre en inglés proviene del tacto seboso o grasiento de la madera al ser cortada. Se reproduce por semillas y los koalas se alimentan de sus hojas.

## Usos

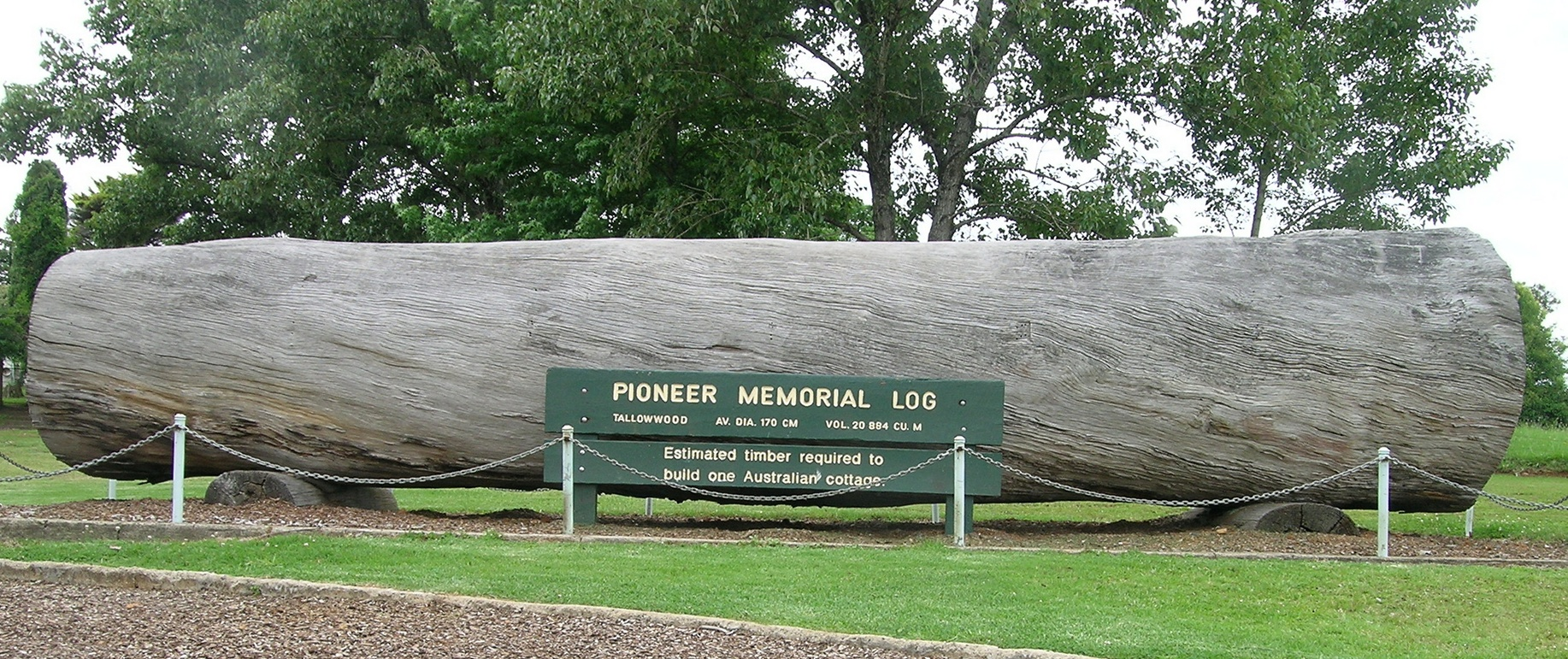
Tronco de un eucalipto de sebo en Dorrigo, Nueva Gales del Sur

La madera es aceitosa, con un alto contenido de tanino y es muy utilizado para el parqué y mobiliario de jardín, ya que aguanta bien en exteriores. Esta madera tiene un distintivo color marrón amarillento similar al color verde oliva. Las hojas se pueden utilizar para teñir lana y seda.
El néctar del Eucalyptus microcorys es muy apreciado por los apicultores.